# INT光度H-α巡天
INT光度H-α巡天（英語：INT Photometric H-Alpha Survey，IPHAS）是使用西班牙加那利群島的艾薩克·牛頓望遠鏡（英語：Isaac Newton Telescope，縮寫為INT）對銀河系北方盤面的天文巡天。該巡天使用兩個寬頻濾鏡和一個窄H-α濾鏡來獲取我們銀河系中星雲的深度圖像，並識別稀有類型的恆星。該巡天調查的觀察始於2003年，幾乎已完成。這項調查得到了銀河系南盤面的姊妹調查VPHAS+的補充。一旦這兩項巡天調查完成，這些數據有望人類對恆星演化極端階段的認識提供重大進展。 
調查的目標包括：
- 識別稀有物體，與寬頻濾光片相比，H-α通常具有強發射特徵。這包括大質量的OB星、超巨星、相互作用的聯星和超新星的前身。
- 繪製銀河系消光和雲霧度。
- 識別緻密和擴展的行星狀星雲和共生恆星。
- 對銀河系中大量的恆星進行編目。

由於選擇了年輕的恆星和星雲，這次巡天也將增加已知的OB星協和其它集團。

## 發現

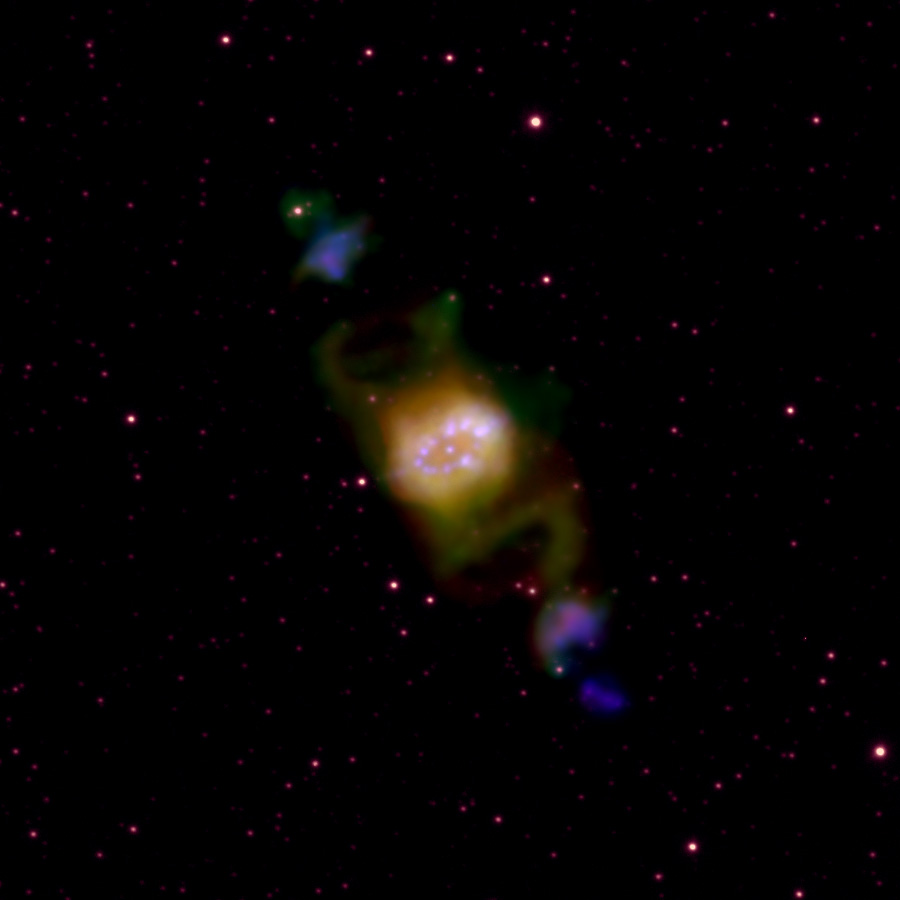
新發現的行星狀星雲

調查發現了大量以前未知的行星狀星雲，例如這張圖片中的項鍊星雲。

## 外部連結
- IPHAS survey website
- Images from the survey
- IPHAS Science Publications